# Yushania varians
Yushania varians är en gräsart som beskrevs av Tong Pei Yi. Yushania varians ingår i släktet yushanior, och familjen gräs. Inga underarter finns listade i Catalogue of Life.